# Esclavolles-Lurey
Esclavolles-Lurey è un comune francese di 565 abitanti situato nel dipartimento della Marna nella regione del Grand Est.

## Società

### Evoluzione demografica
Abitanti censiti